# V597 Возничего
V597 Возничего (лат. V597 Aurigae), HD 282718 — одиночная переменная звезда в созвездии Возничего на расстоянии приблизительно 290 световых лет (около 89 парсеков) от Солнца. Видимая звёздная величина звезды — от +11,14m до +11,07m.

## Характеристики
V597 Возничего — жёлтый карлик, эруптивная переменная звезда типа RS Гончих Псов (RS) спектрального класса G5. Радиус — около 0,82 солнечного, светимость — около 0,387 солнечной. Эффективная температура — около 5018 K.